# Jezdecká socha Jaroslava Haška
Jezdecká socha Jaroslava Haška, nazývaná také Pomník Jaroslava Haška nebo Socha Jaroslava Haška, je recesistická kombinace plastiky, skulptury, jezdecké sochy a busty na Prokopově náměstí v Praze 3 - Žižkově v mezoregionu Pražská plošina.

## Historie a popis
Netradiční abstraktní dílo z bronzu a kamene vytvořil český sochař a grafik Karel Nepraš (1932–2002) a po jeho smrti i jeho dcera Karolína Neprašová. Socha je věnovaná památce slavného českého spisovatele Jaroslava Haška (1883–1923), který v nedaleké Jeronýmově ulici a blízkých hospodách po určitý čas bydlel a vytvořil zde povídkovou a románovou postavu známého Dobrého vojáka Švejka. Svérázné umělecké dílo jako by vystihovalo nevyzpytatelnou a také svéráznou osobu spisovatele i jeho originální proslulý humor, bylo slavnostně odhaleno 5. října 2005. Na bílém kamenném kvádrovém soklu pyramidálního tvaru je silueta stojícího koně, která v sobě obsahuje i hospodský pult. Ústřední bílý sloup ve tvaru kvádru prochází středem hospodského pultu a nese na svém vrcholu bustu Jaroslava Haška, která také připomíná hospodskou pípu. Nohy i hlava koně také připomínají hospodské trubky pro proudění piva v hospodách. Dílo má výšku cca 4 m a stalo se ústředním motivem celého Prokopova náměstí.

## Další informace
Dílo je celoročně volně přístupné. V původním návrhu se počítalo i s funkční pípou, která by se používala při společenských událostech, ale k tomu nedošlo.

## Galerie

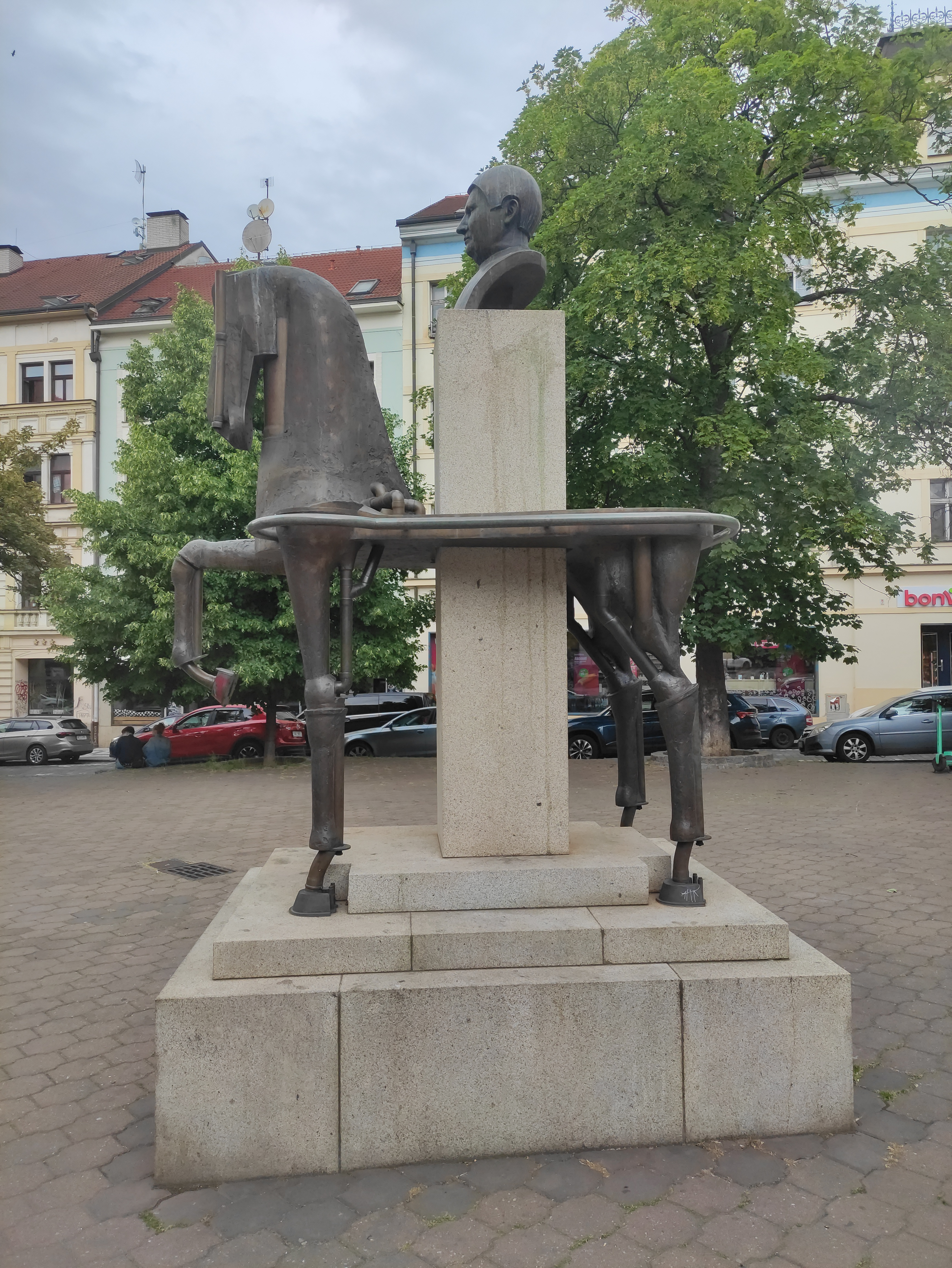
Celkový pohled na dílo
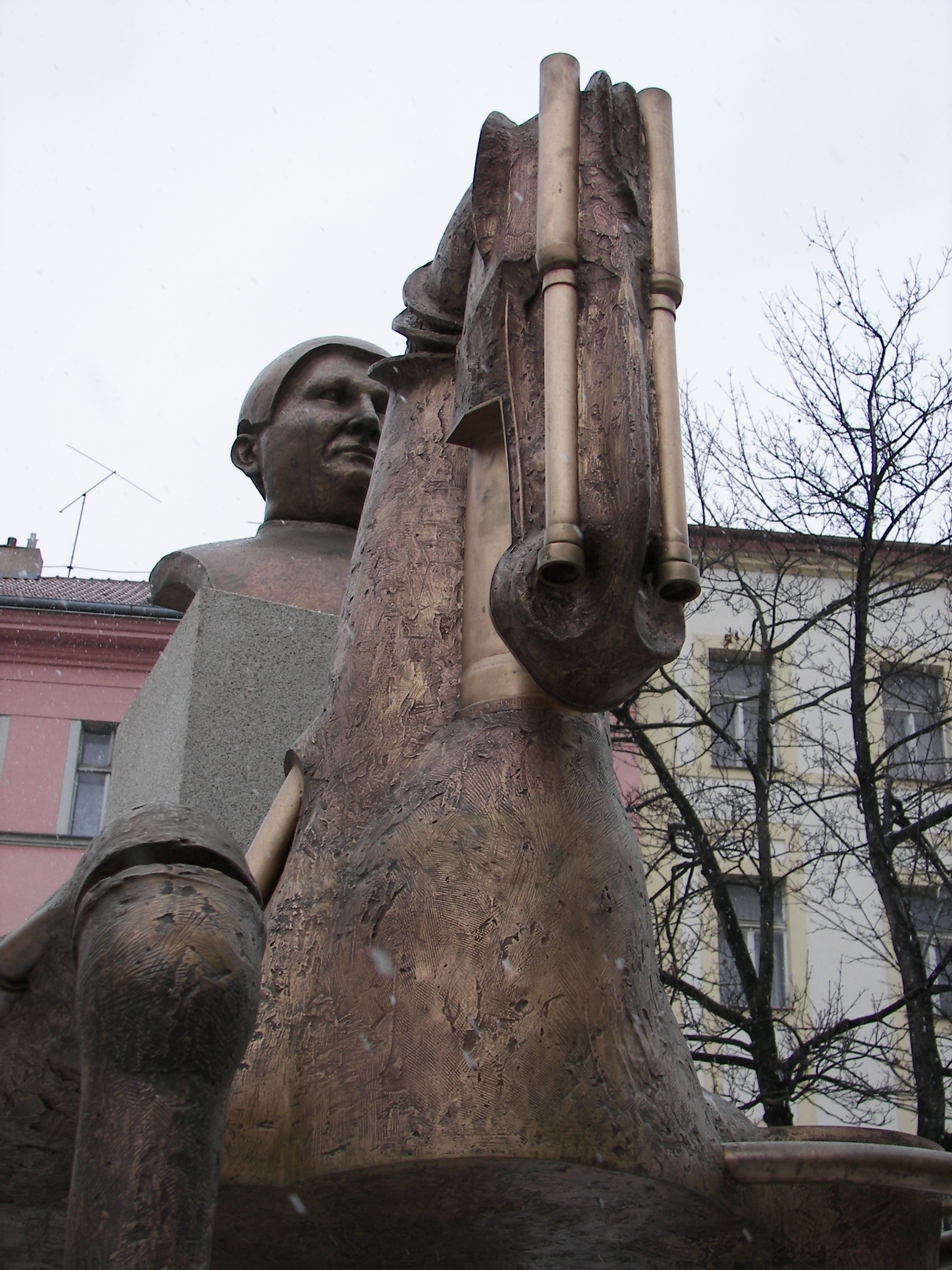
Detail díla
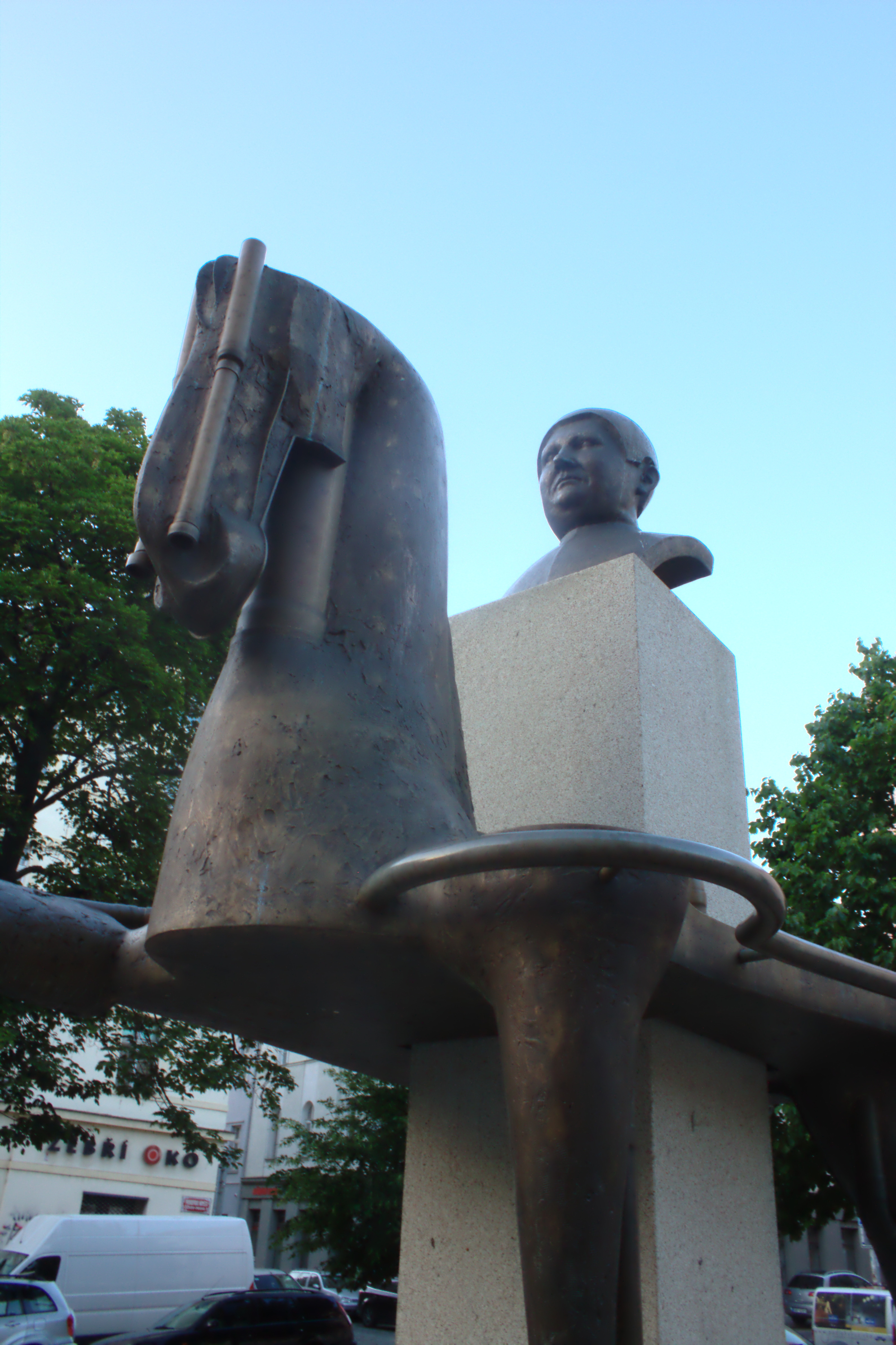
Detail díla